# Empire of the Sun
Empire of the Sun je australské hudební duo hrající elektronickou hudbu založené v roce 2007. Duo tvoří Luke Steele, bývalý člen alternativní rockové kapely The Sleepy Jackson, a Nick Littlemore z elektronické taneční skupiny PNAU.

## Historie
Jejich první album nazvané Walking on a Dream bylo vydáno v roce 2008 společností Capitol Records. V roce 2009 začala skupina hrát také koncerty, avšak těch se účastní pouze Steele bez Littlemora. Ten se stará o managment skupiny během turné. Steelea během koncertů doplňují doprovodní hudebníci. 
Druhé album skupiny, Ice on the Dune, vyšlo v červnu 2013, třetí album Two Vines vyšlo v říjnu 2016 a čtvrté album Ask That God vyšlo v červenci roku 2024, kdy duo oznámilo svůj návrat.
Duo získalo řadu australských hudebních ocenění, v roce 2009 bylo na ARIA Music Awards nominováno jedenáctkrát a sedmkrát vyhrálo, včetně alba roku. Jako živá kapela vystupují na mezinárodní scéně a jsou známí svými okázalými kostýmy a propracovanými scénickými dekoracemi.

## Název
Ačkoli název dua byl připisován stejnojmennému románu Jamese Grahama Ballarda z roku 1984, avšak Littlemore všechny spekulace ohledně názvu vyvrátil a  řekl, že název není to založen podle Ballardova románu ani podle stejnojmenného Spielbergova filmu.

## Styl dua
Duo používá propracované scénické dekorace a pokrývky hlavy. To odráží zázemí dua ve výtvarném umění. Littlemore vysvětlil, že jejich vizáž ovlivnil film Svatá hora Alejandra Jodorowského. Kapela spolupracovala s řadou designérů, včetně Jessicy Huerty. Dále uvedli, že vizáž kapely, je postavena na představivosti, takže vychází ze studia samurajů na umělecké škole, z digitální grafiky, topografie, natáčení pod oceánem a olejomaleb.

## Diskografie

### Alba
- Walking on a Dream (2008)
- Ice on the Dune (2013)
- Two Vines (2016)
- Ask That God (2024)

### Singly
- Walking on a Dream (2008)
- We Are the People (2008)
- Standing on the Shore (2009)
- Without You (2009)
- Half Mast (Slight Return) (2009)
- Alive (2013)
- DNA (2013)
- Celebrate (2013)
- High and Low (2016)
- To Her Door (2016)
- Way to Go (2017)
- On Our Way Home (2017)
- Chrysalis (2019)
- AEIOU (2023)
- Changes (2024)
- Music on the Radio (2024)
- Cherry Blossom (2024)
- The Feeling You Get (2024)

## Skupina pro koncerty
- Luke Steele – zpěv, kytary, klávesy (2008–současnost), basová kytara (2008–2015)
- Nick Littlemore – manažer turné (2008–současnost), klávesy, doprovodné vokály (2008–2009)
- Ken Jennings – klávesy (2009–současnost)
- Ian Ball – kytara (2015–současnost)
- Olly Peacock – bicí (2015–současnost)
- Alex Berry – basová kytara (2015–současnost)
- Tony Mitolo – bicí (2008–2015)
- Surahn Sidhu – kytara, basová kytara, doprovodné vokály (2008–2015)